# Institut national de la consommation
 (juin 2021).
Pour les articles homonymes, voir INC.
L'Institut national de la consommation (INC) est un établissement public national à caractère industriel et commercial (EPIC), créé en 1966 et installé en 1968.  Il est placé sous la tutelle du ministère de l'Économie et des Finances chargé de la consommation. C’est un centre de ressources et d'expertise, au service des consommateurs et des associations qui les représentent et les défendent. Son siège est situé au 76, avenue Pierre Brossolette à Malakoff (Hauts-de-Seine).

## Historique

### Décrets relatifs à l’historique de l’INC
L'INC appuie les travaux du Comité national de la consommation, créé en 1960, et qui sera remplacé en 1983 par le Conseil national de la consommation.
Après avoir été créé par la loi de finances rectificative pour 1966, plusieurs décrets d'application se sont succédé, chacun abrogeant le précédent, pour définir son organisation et son fonctionnement : 
- le décret du 5 décembre 1967 ;
- le décret du 30 décembre 1982 ;
- le décret du 4 mai 1990 (complété par un arrêté du 17 janvier 1991 définissant les modalités du contrôle économique et financier de l'État).
Puis les dispositions relatives à l'INC ont été codifiées dans le Code de la consommation, d'abord en 1993 pour la partie législative, et en 1997 pour la partie réglementaire. Les dispositions réglementaires ont ensuite été modifiées par le décret du 4 avril 2001.
Différents décrets relatifs à l'INC sont ensuite parus :
- Décret n° 2010-801 du 13 juillet 2010 relatif à la représentation des associations de défense des consommateurs et aux institutions de la consommation ;
- Décret n° 2010-1221 du 18 octobre 2010 relatif à l'organisation et au fonctionnement de l'Institut national de la consommation et des commissions placées auprès de cet institut ;
- Décret n° 2017-1166 du 12 juillet 2017 portant dispositions relatives à l'outre-mer du code de la consommation et modifiant d'autres dispositions de ce code.

### L’INC d’après les textes de loi
Comme il est écrit dans l’article L822-2 du Code de la consommation, « l'Institut national de la consommation a pour objet de :
1. fournir un appui technique aux associations de défense des consommateurs ;
2. regrouper, produire, analyser et diffuser des informations, études, enquêtes et essais ;
3. mettre en œuvre des actions et des campagnes d'information, de communication, de prévention, de formation et d'éducation sur les questions de consommation à destination du grand public, ainsi que des publics professionnels ou associatifs concernés ;
4. apporter un appui technique aux commissions placées auprès de lui et collaborer à l'instruction de leurs avis et recommandations. »

Centre de ressources et d'expertises, l'INC : 
- réalise des essais comparatifs de produits et de services ;
- élabore des études juridiques et économiques ;
- conduit des actions de formation auprès des organisations de consommateurs ;
- développe un fonds documentaire spécialisé.
Il existe donc différents métiers au sein de l’INC afin d’assurer les différentes missions dont il est chargé (ingénieurs, juristes, économistes, documentalistes, une rédaction et les fonctions support).
L'INC suit l'évolution de la législation française et de la jurisprudence, et a pour objectif d'aider les consommateurs dans leur vie quotidienne en les informant. Il n'a pas pour but de contrôler que les règles de droits soient appliquées : c'est le ressort de la Direction générale de la concurrence, de la consommation et de la répression des fraudes.

### Quelques dates
1967/68 : naissance de l’Institut National de la Consommation. La réalisation de l’émission télévisée d’information des consommateurs Jeanne achète est confiée à l’INC.
Décembre 1970 : Parution du premier magazine 50 Millions de consommateurs dont l’INC est l’éditeur.
1983 : l’INC est régi par un nouveau décret qui ne prévoit plus de représentation des professionnels au sein de son conseil d’administration.
1990 : l’INC, établissement public administratif, devient un établissement public à caractère industriel et commercial (Epic).
1995 : 50 Millions de consommateurs devient 60 Millions de consommateurs. L’émission télévisée d’information du consommateur prend le nom de « ConsoMag ».
1998-2001 : lancement des sites web conso.net et 60millions-mag.com.
2010 : l’INC se voit confier l’animation du réseau des centres techniques régionaux de la consommation par l’INC.
2015 : parution du numéro 500 de 60 Millions de consommateurs.
2017-2018 : à l’occasion de ses 50 ans, l’INC change de logo et rebaptise le site conso.net inc-conso.fr. À travers cette nouvelle identité visuelle, il réaffirme ses valeurs et ses fondamentaux : l’impartialité, l’expertise et la capacité d’innover.

## Missions

### Accompagnement des structures du monde consumériste
L’INC fournit un appui technique aux 15 organisations nationales de consommateurs agréées. Il anime également le réseau des Centres techniques régionaux de la consommation (CTRC) et structures régionales assimilées, qui regroupent des associations locales. Pour soutenir ces structures, les accompagner et valoriser leurs activités, de nombreuses actions sont menées.
Ainsi, des formations sont proposées aux membres de ces structures pour former les représentants des consommateurs. Des appuis techniques et juridiques leur sont aussi fournis.
Par ailleurs, l’émission ConsoMag est réalisée en partie en collaboration avec les organisations de consommateurs agréées. L’INC a également contribué à faire évoluer les émissions TV d’information du consommateur produites par les CTRC, rebaptisé l’Instant Conso et diffusé sur les antennes locales de France 3.

### Enquêtes et essais
L’INC est un établissement de référence en matière de consommation. Il réalise ainsi des études, des enquêtes, des essais sur des produits et des services. C’est en 1971 que l’INC effectue son premier essai comparatif sur les autocuiseurs qui est ensuite publié dans son magazine 50 Millions de consommateurs.
Depuis sa création, l’INC n’a eu cesse de s’adapter à l’évolution du monde consumériste pour accompagner les consommateurs dans leurs nouveaux modes de consommation. A titre d’exemple, en 1973 en plein choc pétrolier, l’INC effectue son premier essai comparatif de voitures. En 1975, des essais sur les casques de motos montrent que sur 28 casques moto testés, 15 ne sont pas aux normes de sécurité. Par la suite, en 1976, les tests de sécurité sur les sièges auto pour enfants fait scandale car sur 15 sièges seuls 2 sont jugés satisfaisants pour la sécurité de l’enfant.
En 1988, en pleine expansion de l’épidémie de SIDA les experts de l’INC découvrent que sur 41 références de préservatifs, 3 présentent une résistance insuffisante ou une porosité excessive ; cela conduira au renforcement de la norme NF.
En 1998, l’INC effectue la première étude en France de détection d’organismes génétiquement modifiés (OGM) sur un échantillon de produits du commerce.
Dans le domaine des services, une étude sur les syndics est effectuée en 2007 et montre des irrégularités dans les contrats. Ce constat aboutira, en 2010, à l’adoption de l’arrêté dit « Novelli ». Plus récemment en 2018, l’INC effectue, en partenariat avec l’UNAF, une enquête sur les frais bancaires qui met à jour une méthode de calcul à l’avantage des banques. Le Ministre de l’Economie somme les banques à repenser le mode de calcul.
Plus récemment, l’INC participe au collectif visant à supprimer le dioxyde de titane (E171). L’interdiction du E171 sera finalement effective à partir de janvier 2020.
Pour accompagner le consommateur, l'INC a également développé des outils et des simulateurs. Certains simulateurs s'adressent spécifiquement aux jeunes et permettent de calculer les mensualités de remboursement de prêt étudiant ou encore de gérer son budget,. D'autres outils permettent de calculer l'augmentation du loyer, les mensualités de remboursement de prêt ou encore de comparer les syndics,,. Il existe aussi un outil qui permet de tester le débit d'une connexion internet et un simulateur pour calculer une éventuelle baisse d'impôts,.

### Diffusion de l’information

#### Médias
A travers ses médias, l’Institut national de la consommation partage les résultats des études, enquêtes et essais menés. Il est ainsi éditeur du magazine 60 Millions de consommateurs et est producteur des émissions télévisées ConsoMag et l’Instant Conso.
L’INC gère aussi 3 sites internet : 
- www.60millions-mag.com ;
- www.inc-conso.fr ;

Il est aussi présent sur les réseaux sociaux Facebook, Twitter, Instagram, LinkedIn et tient une chaîne YouTube pour la rediffusion des émissions ConsoMag.

#### Colloques
Afin de mieux réfléchir aux enjeux de consommation d’avenir, l’INC organise aussi des colloques. Les derniers sujets étaient entre autres : 
- Comment maîtriser l’impact environnemental de nos activités numériques ?
- Le commerce équitable origine France : un atout pour le développement économique local, environnemental et solidaire ?
- Consommer autrement pour vivre mieux sur une planète préservée ?
Ces colloques réunissent un public fourni de professionnels de la consommation, d’associations de consommateurs, d’ONG, de représentants des pouvoirs publics, mais aussi de chercheurs.

#### Le livre blanc des 50 ans de l’INC
En 2018, à l’occasion de ses 50 ans, l’INC a également publié un livre blanc qui synthétise des travaux de réflexion autour des 4 thématiques : la ville de demain, la santé, l’alimentation et l’intelligence artificielle. Différentes recommandations sont ainsi proposées par différents acteurs de la consommation. Cette synthèse présente aussi les défis à relever dans les prochaines années afin de mieux informer les consommateurs de demain.

### Appui technique de la CCA
L'Institut national de la consommation fournit un appui technique auprès de la Commission des Clauses Abusives (CCA). L'INC et la CCA disposent de services communs dirigés par un directeur général. L'INC met ainsi à disposition des collaborateurs pour la réalisation du secrétariat et de travaux de la Commission.

## Gouvernance

### Conseil d'administration
D’après un extrait de l’article R. 822-4 du Code de la consommation :
« L'Institut national de la consommation est administré par un conseil d'administration composé de quinze membres ayant voix délibérative : 
- Cinq représentants des consommateurs et usagers désignés par le ministre chargé de la consommation ;
- Cinq représentants de l'Etat, désignés conjointement par le ministre chargé de l'économie et le ministre chargé de la consommation ;
- Deux représentants élus par le personnel de l'Institut national de la consommation, dans les conditions prévues par la loi n° 83-675 du 26 juillet 1983 relative à la démocratisation du secteur public ;
- Le président de la Commission des clauses abusives, ainsi qu'un représentant du collège des professionnels du Conseil national de la consommation et un ingénieur des corps de l'Etat désigné par le ministre chargé de la consommation.
Les membres sont nommés par arrêté du ministre chargé de la consommation pour un mandat de trois ans, renouvelable une fois. »

### Directeurs
Liste des directeurs de l'INC depuis sa création : 
- 1967 : François Aubry
- 1969 : Armand Saclé
- 1969 : Henry Estingoy (directeur provisoire)
- 1978 : Maurice Vlieghe (intérim)
- 1978 : Pierre Fauchon
- 1982 : Laurent Denis,,
- 1985 : Marie-Hélène Dos Reis
- 1991 : Jean-Paul Olivier,
- 1995 : Marc Deby,
- 2000 : Maïté Errecart
- 2005 : Éric Briat
- 2012 : Fabienne Chol 
- 2015 : Agnès-Christine Tomas Lacoste,
- 2019 : Philippe Laval